# わんぱくギャング大作戦
わんぱくギャング大作戦（英語：The Get Along Gang）は、1984年5月6日から12月8日までニコロデオンで放送されたカナダのテレビアニメ。日本では1990年5月17日から6月2日までNHK BS2で放送され（1992年2月13日から3月2日まで再放送）、1993年頃にはキッズステーションで「なかよしギャング」という題で放送されたことがある。

## キャラクター
モンゴメリー
声 - スパーキー・マーカス、チャールズ・ヘイド（パイロット版）
ドッティ
声 - ベティナ・ブッシュ
ウールマ
声 - ジョージ・アイリーン
ジッパー
声 - ロビー・リー
ポーシャ・ポーキュパイン
声 - シェリー・リン
ビンゴ
声 - スコット・メンヴィル
ブレイカー
声 - フランク・ウェルカー→ドン・メシック

### ヴィラン
キャッチム・クロコダイル
声 - ティモシー・ギブス
リーランド・リザード
声 - ニッキー・カット

### その他
グロウラー
声 - ドン・メシック
犬のおまわりさん
フーフナゲル
声 - ドン・メシック
ディアリング
声 - シェリー・リン
ギャングたちの先生
バスコム・バジャー
声 - ドン・メシック
ギャングが住んでいる町の市長さん。

### 日本語版声優
- 役名不明 - 関俊彦[1]

## エピソード
| #  | サブタイトルA          | サブタイトルB              | 放送日         |
| -- | ---------------------- | -------------------------- | -------------- |
| 1  | 遺産をめぐって大さわぎ | 宝物はだれのもの           | 1990年 5月17日 |
| 2  | ボートレースに賭けろ   | ＳＯＳ! ロボットを止めろ   | 5月18日        |
| 3  | ぼくたちは私立探偵     | 本物のギャング             | 5月21日        |
| 4  | 嵐のタコあげコンテスト | ぼくたちの町を救え         | 5月23日        |
| 5  | 出動！ポンコツ消防車   | すてきなバースデー         | 5月24日        |
| 6  | なぞの金鉱             | 空飛ぶ学芸会               | 5月25日        |
| 7  | マンモスを捕まえろ     | 遊び場を守れ               | 5月28日        |
| 8  | おじさんは名パイロット | 大都会へお引っ越し？       | 5月29日        |
| 9  | パレードは大騒ぎ       | ペンフレンドがやってくる   | 5月30日        |
| 10 | ギャングの海ぞく退治   | ごぼうびはミニサイクル     | 5月31日        |
| 11 | キャンプへ行こう       | おそうじ当番はだ～れ？     | 5月31日        |
| 12 | ギャングといじめっこ   | ぼくらはちびっこレポーター | 6月1日         |
| 13 | 楽しい雪合戦           | ママへのプレゼント         | 6月2日         |